# دزاکی اسراف
دزاکی اسراف (انگلیسی: Dzaky Asraf؛ زادهٔ ۶ فوریهٔ ۲۰۰۳) بازیکن فوتبال است.